# Râul Slava
Râul Slava este un afluent al lacului Golovița și prin acesta al Mării Negre. Întregul curs al râului se află în România.
Râul se formează la confluența a două râuri: Slava Rusă și Slava Cercheză, în dreptul satului Slava Rusă

## Hărți
- Harta Județului Constanța